# سونغ مين كيو
سونغ مين كيو (مواليد 12 سبتمبر 1999) هو لاعب كرة قدم كوري جنوبي  يلعب في مركز المهاجم في نادي جونبك هيونداي موتورز.

## وصلات خارجية
- سونغ مين كيو على موقع دوري كوريا الجنوبية (الإنجليزية)
- سونغ مين كيو على موقع ناشيونال فوتبول تيمز (الإنجليزية)
- سونغ مين كيو على موقع Soccerway.com (الإنجليزية)
- سونغ مين كيو على موقع عالم كرة القدم.نت (الإنجليزية)
- سونغ مين كيو على موقع أوليمبيديا (الإنجليزية)